# Literatura española

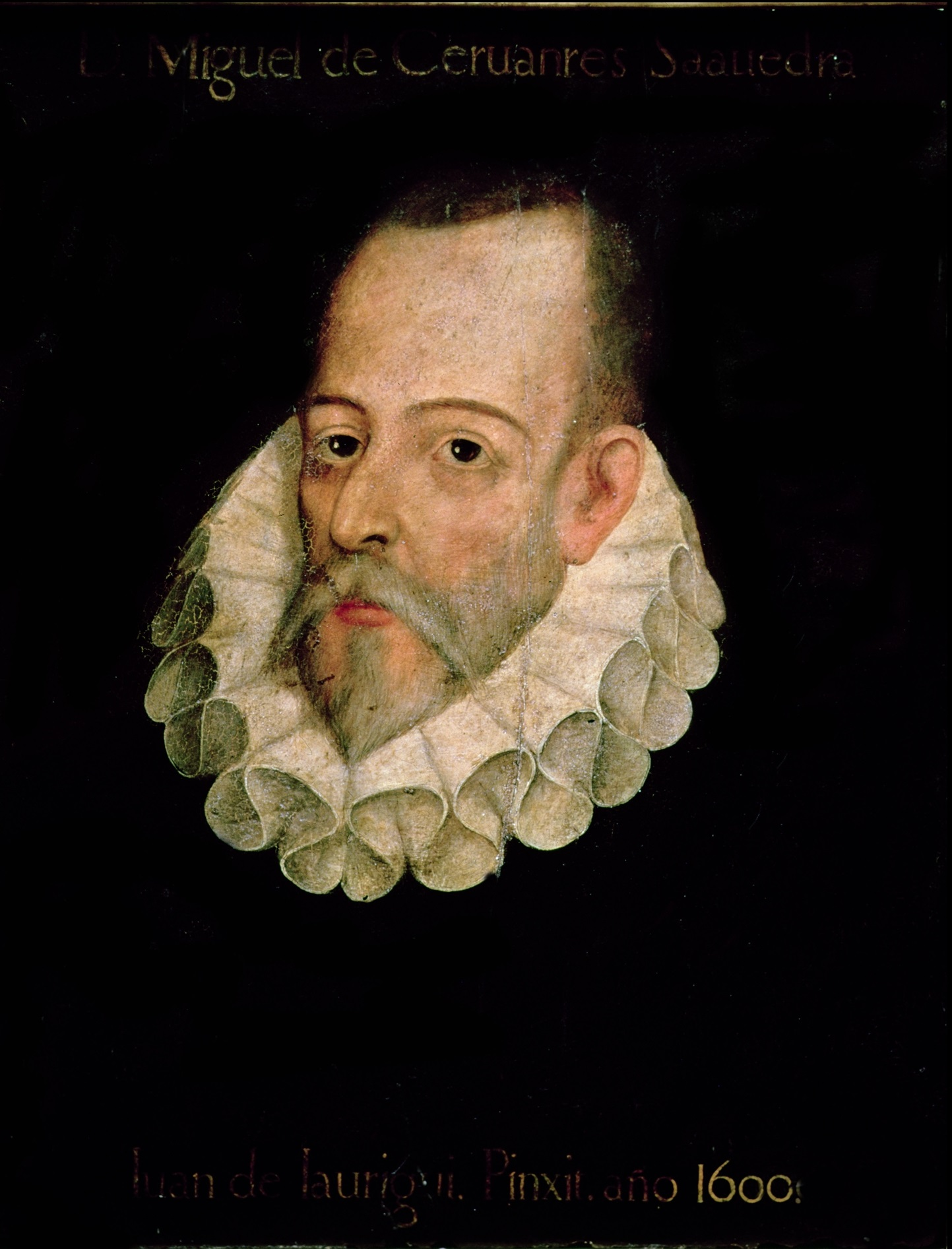
Miguel de Cervantes y su obra Don Quijote son los máximos exponentes de esta literatura.

La literatura española es el conjunto de obras literarias desarrolladas en idioma español en España. No podría incluirse en esta categoría la literatura hispanoamericana clásica y tardía, la literatura judeoespañola y la literatura arabigoespañola, escritas respectivamente en latín, hebreo y árabe. Abarca desde las primeras expresiones poéticas conservadas en lengua vernácula (las jarchas) hasta la actualidad, con más de mil años de historia. Es una rama de la literatura románica y ha dado lugar a otra importante rama, la literatura hispanoamericana.
La literatura española se engloba dentro de la literatura en español, en la que se incluyen las literaturas en castellano y español de todos los países hispanohablantes. Por otro lado, también está englobada en la literatura de España, junto con las de las demás lenguas habladas en el país.

## Historia de la literatura española

### La época medieval
Solamente a partir del siglo XIII y en un sentido exclusivamente geográfico es posible hablar de literatura española escrita. Hasta este período, se supone la coexistencia de una poesía de transmisión oral en lengua romance, tanto lírica como épica, junto a unos usos escriturales cultos cuya lengua de expresión y transmisión era el latín.
Hasta la década de 1950 fue habitual considerar que el comienzo de la literatura española se daba con una obra épica: el Cantar de Mio Cid (siglo XII), obra que era transmitida generalmente de forma oral por los juglares. La historiografía literaria no tuvo en cuenta datos proporcionados por crónicas anteriores a la definitiva fijación textual de dicho cantar de gesta. Estos datos se refieren a la tradición oral tanto en su versión lírica más antigua como a los romances, ambas formas de expresión que formaban parte del patrimonio popular. En el año 1948, Samuel Miklos Stern, un investigador húngaro, descubrió en antiguos manuscritos conservados en El Cairo unas estrofas líricas en lengua romance aljamiada, denominadas jarchas. Actualmente, se asume que estas no reflejan un romance castellano, sino el romance mozárabe.

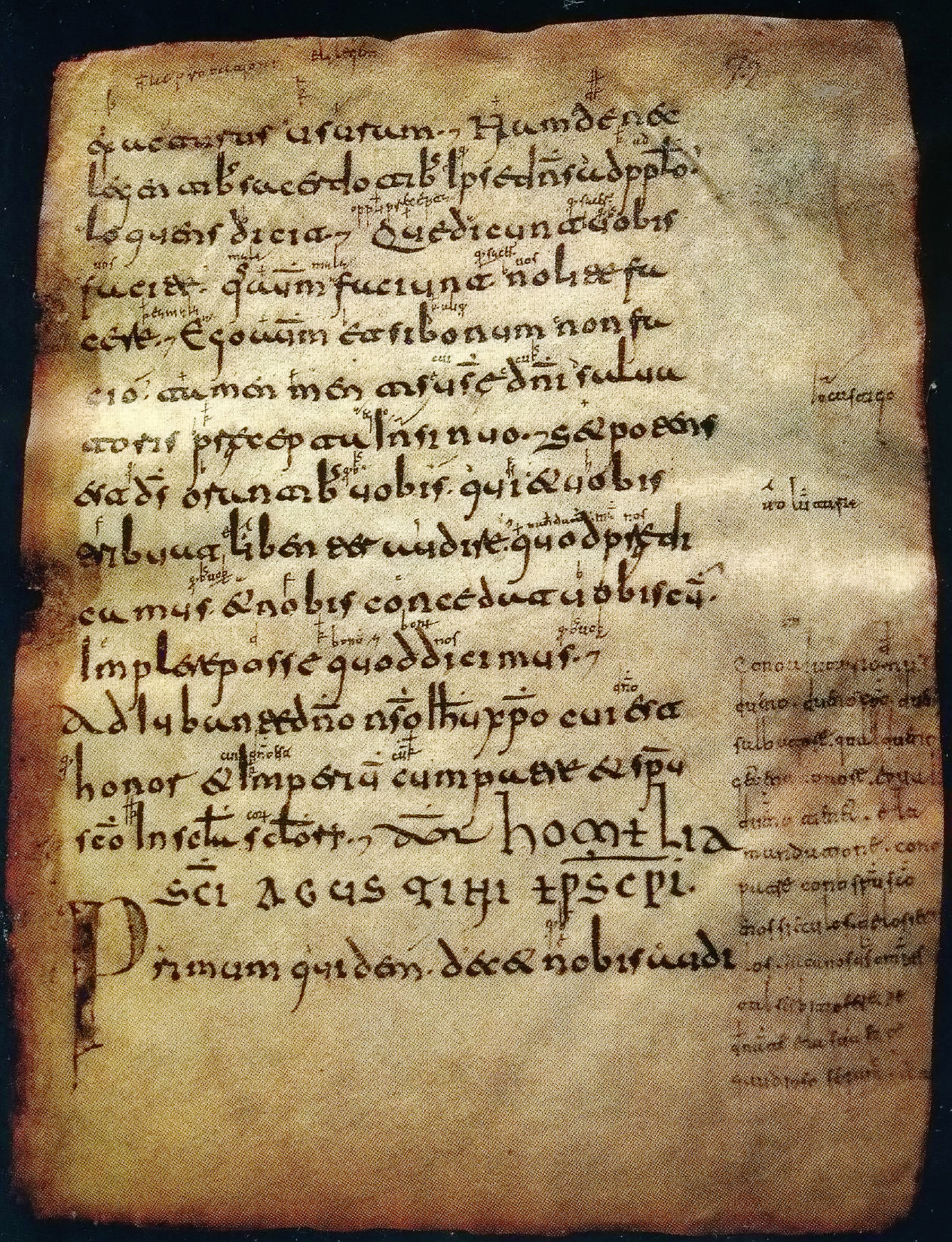
Página 72 del Códice Emilianense 60. Se aprecia la glosa al margen.

- Glosas Emilianenses (siglo X): El primer texto escrito en formas románicas españolas. En realidad no tiene carácter literario. Apareció en el  manuscrito de San Millán de la Cogolla (Códice emilianense 60).  El texto dice así:

Cono ayutorio de nuestro dueño dueño Cristo, dueño Salvatore, qual dueño yet ena honore a qual dueño tienet ela mandatione cono Patre, cono Spiritu Sancto, enos siéculos de los siéculos. Fácanos Deus onmipotes tal serbicio fere que denante ela sua face gaudiosos seyamus.
'Con la ayuda de nuestro Señor Don Cristo, Don Salvador señor que está en el honor y señor que tiene el mando con el Padre, con el Espíritu Santo, en los siglos de los siglos. Háganos Dios omnipotente hacer tal servicio que delante de su faz gozosos seamos.'

Se ha señalado que este texto podría interpretarse por sus características más bien como la variedad riojana del romance navarro.
- Las jarchas (siglo XI): Breves composiciones líricas de carácter amoroso, escritas en árabe vulgar, o en la lengua romance de los cristianos que vivían en al-Ándalus
- (mozárabes).  Ejemplo de jarcha:

Vayse meu corachón de mib.

Ya Rab, ¿si me tornarád?

¡Tan mal meu doler li-l-habib!

'Enfermo yed, ¿cuánd sanarád?
Vase mi corazón de mí.

Oh Dios, ¿se me tornará?

¡Tan mal mi dolor por el amado!

Enfermo está, ¿cuándo sanará?

Cronológicamente el primero en surgir es el Mester de Juglaría, formado por cantares de gesta que imitan las chansons francesas al principio y luego reaccionan con una temática nacional bien diferenciada agrupándose en varios ciclos, de los cuales los más importantes son los relativos a El Cid, a los Siete infantes de Lara y el relativo a Bernardo del Carpio. Frente a la épica francesa, la épica española posee unos rasgos diferenciales muy acusados:
- Mayor realismo, frente a los elementos sobrenaturales y fantásticos que aparecen en la épica francesa.
- Mayor vitalidad: los argumentos e historias medievales de la épica española pervivirán luego en el teatro clásico del Siglo de Oro y en el Romancero viejo y nuevo hasta la actualidad en forma oral o incluso escrita.
- Utiliza una rima más fácil y libre, la asonante, frente a la épica francesa, escrita en rima consonante.
- El verso de la épica española es anisosilábico (irregular, de distinta medida, con predominio del alejandrino o de 14 sílabas con pausa versal o cesura casi siempre tras la séptima sílaba), mientras que el de la épica francesa es regular, isosilábico.

En este mester podríamos agrupar también la literatura oral tradicional de las jarchas en lengua mozárabe, de las cantigas de amigo en gallego portugués y la literatura trovadoresca que, en lengua provenzal, empiezan a escribir algunos trovadores catalanes. En cuanto a lírica castellana en este siglo apenas nada se ha conservado, salvo algunos restos de villancicos.
Según Ramón Menéndez Pidal el Cantar del Mío Cid fue compuesto alrededor del año 1145, cuarenta y seis años después de la muerte del Cid; Antonio Ubieto Arteta, sin embargo, ha corregido esa hipótesis inicial y ha fechado la composición de la obra alrededor del año 1207. Se ignora el autor, aunque debía poseer algunos conocimientos jurídicos y quizá se hallaba relacionado con el culto sepulcral establecido en torno al sepulcro del Cid en el monasterio de San Pedro de Cardeña; Menéndez Pidal piensa, a causa de la distribución de los topónimos que se encuentran en el Cantar, que pudieron ser dos autores relacionados con San Esteban de Gormaz y Medinaceli; el manuscrito fue copiado por un tal Per Abbat, Pedro Abad.
- Mester de Juglaría
- Cantar de Mío Cid, de autor desconocido, aunque el manuscrito está firmado por Per Abbat (Pedro Abad)
- Auto de los Reyes Magos

#### SigloXIII
- Mester de Clerecía, surge por oposición al Mester de Juglaría. Su máximo representante es Gonzalo de Berceo.
- Lírica galaico-portuguesa, presenta tres tipos de cantigas: de amigo, de amor y de escarnio o maldecir.
- Alfonso X el Sabio, promotor de la lengua castellana, excelente poeta en galaico-portugués y promotor de la Escuela de Traductores de Toledo.

#### SigloXIV
- Don Juan Manuel
- Juan Ruiz, arcipreste de Hita
- Romancero viejo
- Lírica culta castellana

#### SigloXV

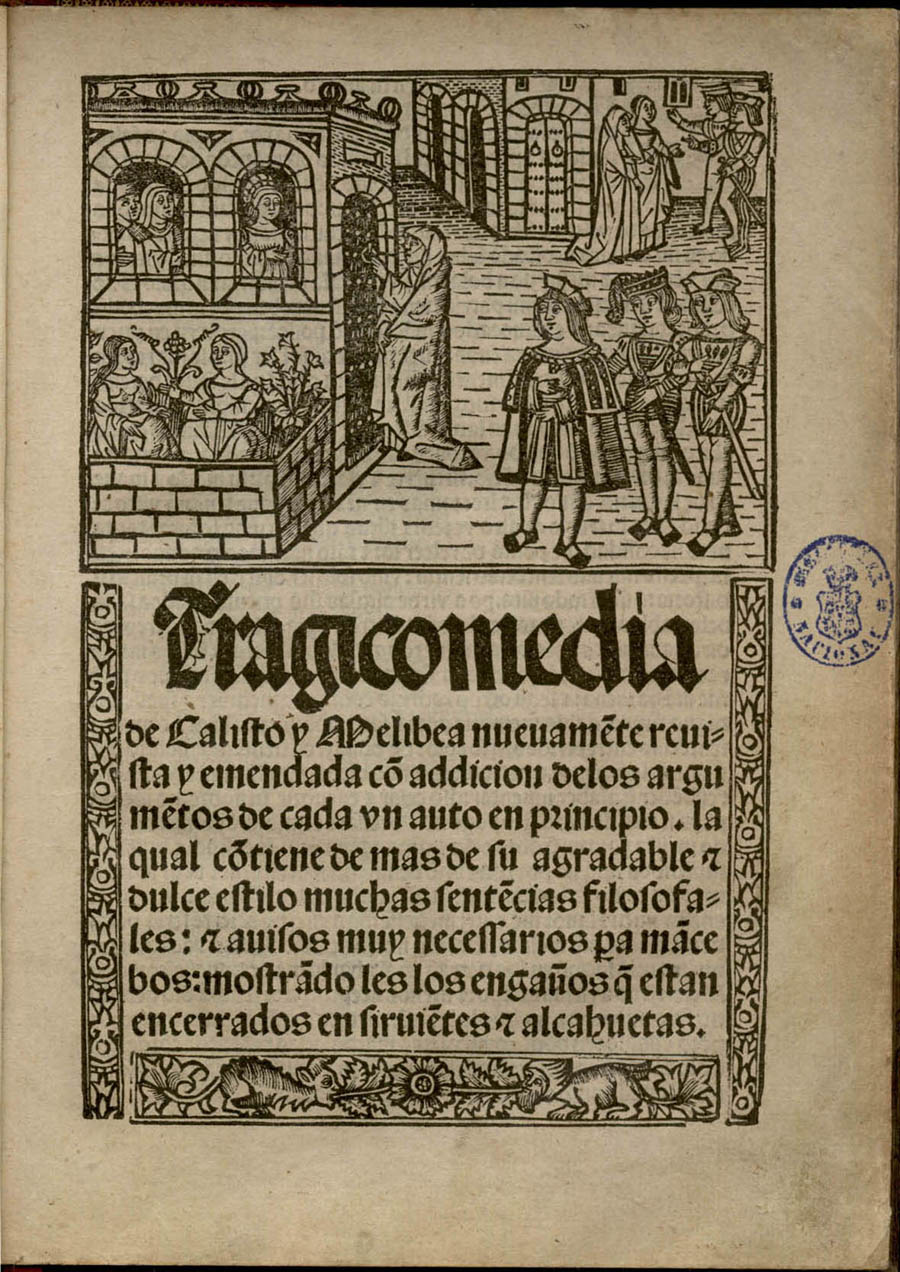
La Celestina.

Durante el siglo XV surge el llamado renacimiento, la producción literaria aumentó exponencialmente y los poetas más destacados de este siglo son Juan de Mena, Íñigo López de Mendoza (marqués de Santillana) y Jorge Manrique, quien con su obra Coplas a la muerte de su padre reflejó perfectamente la aceptación cristiana de la muerte.
- La Celestina: La literatura española de la Edad Media concluye con esta obra de Fernando de Rojas.

### El Renacimiento
El período histórico que sucede a la Edad Media en Europa es conocido como el Renacimiento, comprende todo el siglo XVI aunque sus precedentes se encuentran en los siglos XIV y XV y sus influencias se dejan notar en el XVII.
Se inició en Italia y se extendió por toda Europa favorecido por el invento de la imprenta.
Los escritores del renacimiento adoptaron como modelos que debían ser imitados a los escritores de la antigüedad clásica, y a los grandes italianos del siglo XIV Dante, Petrarca, y Boccaccio. Este movimiento fue influido por los humanistas que estudiaron la cultura de Grecia y Roma, entre los que destacan Erasmo de Róterdam, Antonio de Nebrija y Juan Luis Vives.
Durante la Edad Media el arte es un medio para honrar a Dios. En el Renacimiento el centro del mundo es el hombre, los poetas cantan al amor humano, la naturaleza, los hechos guerreros, y también tratan temas filosóficos y políticos. 

#### Poesía durante el reinado de Carlos V
Juan Boscán influido por los artistas italianos e instado por Navagero, introduce las nuevas formas, escribiendo muchos poemas de gran calidad.
Su amigo Garcilaso de la Vega es el definitivo adaptador de las formas italianas, utilizando el verso endecasílabo y los recursos típicos de la poesía italiana: soneto, terceto, la canción, la lira, la rima interna, los versos sueltos.
Ajeno a los metros italianos, pero también renacentista, cabe incluir en una línea más castiza a Cristóbal de Castillejo.
Una serie de poetas siguieron los pasos formando la Escuela Petrarquista cuyos representantes más importantes son:
- Diego Hurtado de Mendoza, escritor principalmente satírico.
- Hernando de Acuña: Autor de bellos sonetos.
- Gutierre de Cetina: Autor del madrigal Ojos Claros Serenos
- Francisco de Figueroa, llamado "el Divino".
- Jorge de Montemayor, autor de un importante Cancionero y de la novela pastoril Los siete libros de la Diana

#### Poesía lírica en la época de Felipe II
Manuel Quintana distinguía al principio del siglo XIX dos escuelas, la Sevillana y la Salmantina, lo que luego confirmaría Marcelino Menéndez y Pelayo, añadiéndose sin embargo después la Antequerano-granadina. Así pues, se han señalado tres tendencias: 
- La Escuela Sevillana: Se caracteriza por adornos retóricos y tratar temas de amor humano y patriótico. Fernando de Herrera, autor de unas Anotaciones a Garcilaso de la Vega, es su representante máximo, aunque también sobresalen Francisco de Rioja, de quien destacan sus Silvas a las flores; Rodrigo Caro (autor de una famosa elegía "A las ruinas de Itálica"; Juan de Arguijo, de famosos sonetos; Juan de Mal Lara, autor de la gran epopeya mitológica Hércules animoso y otros poemas mitológicos; Andrés Fernández de Andrada, autor de la estoica y horaciana Epístola moral a Fabio; Francisco Pacheco, también pintor, y el epicúreo y humorista Baltasar del Alcázar.
- La Escuela antequerano-granadina, con poetas como Pedro Espinosa, Gregorio Silvestre, Cristobalina Fernández de Alarcón, Juan Latino, Luis Barahona de Soto, Pedro de Padilla, Juan de Padilla, Gaspar de Baeza, Juan Bautista de Mesa, Andrés del Pozo y Jorge de Montemayor
- La Escuela Salmantina: Su fundador es Fray Luis de León, se caracteriza por la sobriedad y concisión del estilo. Se inspira en temas greco-latinos y en la Biblia. Asimismo, el enigmático Francisco de la Torre, el capitán Francisco de Aldana, autor de la famosa Epístola a Arias Montano; el propio escriturista Benito Arias Montano, Francisco de Medrano, fray Basilio Ponce de León, el humanista y gramático Francisco Sánchez de las Brozas, también autor de unas eruditas Anotaciones a Garcilaso; Francisco de Figueroa y Alfonso Velázquez de Velasco.

#### La ascética y la mística
La aparición de este género en España parece influenciada por místicos extranjeros anteriores como Kempis, Tauler, Ruysbrock, etc.  
Entre los primeros escritores ascéticos está el Beato Juan de Ávila (1500-1569). 
Los más importantes escritores ascéticos son:
- Fray Luis de Granada:  Fue miembro de la Orden de los Dominicos. Gran orador de temas religiosos. Sus obras más importantes, consideradas tratados de doctrina, son Guía de pecadores, Libro de la oración y meditación, y, la más notable, Introducción al símbolo de la fe.
- Santa Teresa: Teresa de Cepeda y Ahumada. Nació en Ávila. A los 19 años ingresó en la Orden Carmelitana que más tarde reformó, creando la Orden de las Carmelitas Descalzas. Fundó 17  conventos en doce años.  En su obra literaria utiliza un lenguaje campechano propio del campo de Ávila pero de profundo y fervoroso. Entre sus obras más importantes están El Libro de su vida, autobiografía espiritual Camino de perfección, donde indica los medios para lograrla,  El libro de las fundaciones, El castillo interior, o Las moradas.
- San Juan de la Cruz: Juan de Yepes Álvarez. Nació en Fontiveros (Ávila), fue discípulo de Santa Teresa. Llevó a cabo la reforma de la Orden de los Carmelitas Descalzos, y fundó varios conventos.  A diferencia de santa Teresa, san Juan es un humanista y domina el idioma. Su obra poética, muy escasa, se reduce a Subida del monte Carmelo, Cántico espiritual, Noche oscura del alma, Llama del amor viva.  Y también algunas poesías de carácter religioso, entre las que están Aunque es de noche y Tras un amoroso lance.  Su obra más importante es el Cántico Espiritual, escrito en liras garcilasistas, inspirado en el Cantar de los Cantares.
- San Ignacio de Loyola: Íñigo López de Recalde, fundador de la Compañía de Jesús. Fue herido en la defensa de Pamplona. Durante su convalecencia la lectura de los libros Vida de Cristo escrita por Ludolfo de Sajonia  y Flos Sanctorum influyeron en su espíritu profundamente. Su única obra literaria es Los Ejercicios Espirituales, en la que expresa su ideología cristiana.

### Siglo de Oro: El Barroco
- Miguel de Cervantes
- Mateo Alemán
- Alonso de Ercilla
- Francisco de Quevedo
- Luis de Góngora
- Baltasar Gracián
- Lope de Vega
- Tirso de Molina
- Juan Ruiz de Alarcón
- Luis Vélez de Guevara
- Juan Vélez de Guevara
- Antonio Mira de Amescua
- Guillén de Castro
- Felipe Godínez
- Diego Jiménez del Enciso

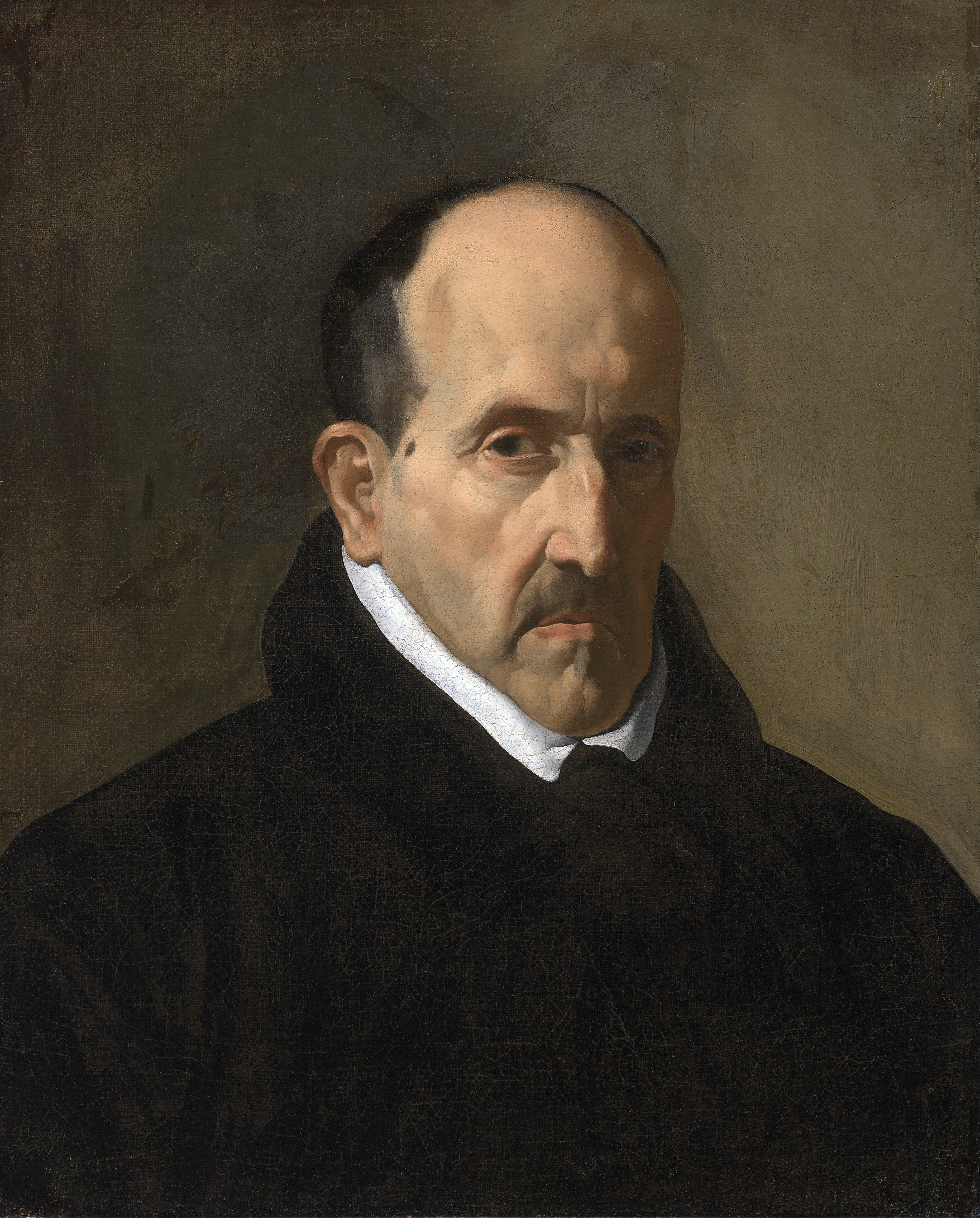
Retrato de Luis de Góngora, por Diego Velázquez.

- Alonso Jerónimo de Salas Barbadillo
- Juan Pérez de Montalbán
- Antonio Hurtado de Mendoza
- Alonso de Castillo Solórzano
- Pedro Calderón de la Barca
- Agustín de Salazar
- Juan Bautista Diamante
- Antonio Enríquez Gómez
- Francisco Bances Candamo
- María de Zayas
- Cristóbal Lozano
- Agustín Moreto
- Francisco de Rojas Zorrilla
- Diego Saavedra Fajardo
- Bernardino de Rebolledo
- Antonio de Solís
- Juan de Tassis y Peralta
- Conde de Salinas
- Gabriel Bocángel
- Juana Inés de la Cruz
- Cristobalina Fernández de Alarcón
- Luxo Puxo

### ElsigloXIX: Romanticismo y Realismo
La Literatura española en el siglo XIX puede dividirse en varias etapas:
1. Hasta 1830. En este período las tendencias estilísticas del siglo XVIII aún prevalecen, aunque comienzan a surgir algunos escritores prerrománticos, como Rousseau o Goethe.
2. 1830–1850. Apogeo de la literatura romántica.
3. 1850–1870. Comienza el movimiento del Realismo.
4. 1870–1898. Máximo esplendor del Realismo, llevado a su extremo por el Naturalismo.

En 1898, con el desastre del 98, comienza el siglo XX respecto al ámbito literario.

#### El Romanticismo

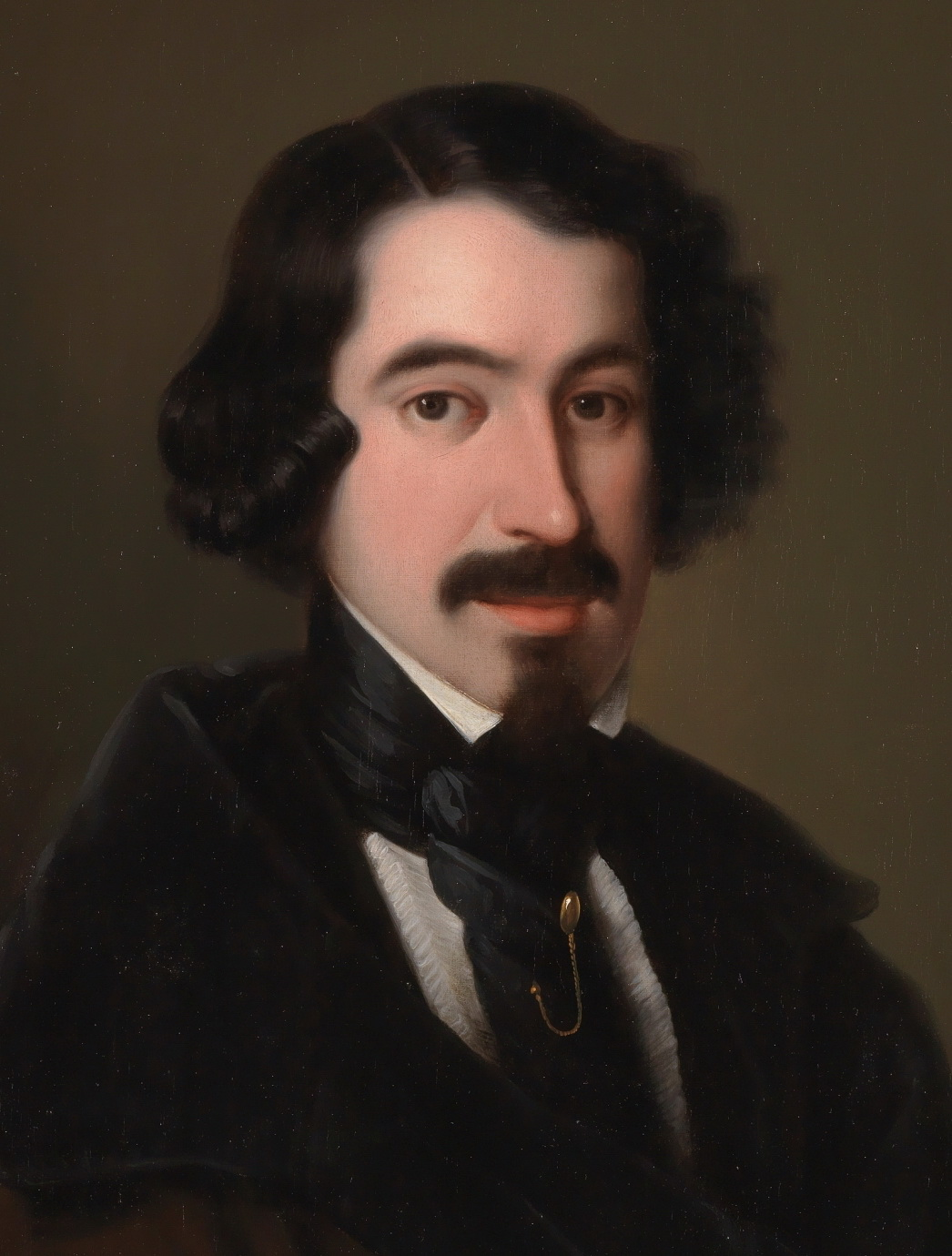
José de Espronceda.

Cansados del escrupuloso rigor de los escritores ilustrados, surge en la década de 1830 y bajo la influencia de los escritores prerrománticos europeos, como Goethe o Rousseau, el Romanticismo en España. Los autores románticos se rebelan contra todo lo establecido por el Neoclasicismo, son atraídos por lo misterioso y tratan de evadirse del mundo que les rodea, disgustados por la sociedad burguesa y apática en la que les tocó vivir.
En esta época, los conservadores trataban de preservar sus privilegios, mientras los liberales luchaban por suprimirlos. En Europa se desarrolla fuertemente la industria y crece culturalmente, mientras España parecía aislarse cada vez más, dando la imagen de un país atrasado.
Las primeras manifestaciones del Romanticismo en España fueron en Andalucía, siendo uno de sus máximos exponentes la escritora Cecilia Böhl de Faber y Larrea, más conocida por su pseudónimo, Fernán Caballero. Fue precisamente su padre Juan Nicolás Böhl de Faber quien publicó en el Diario Mercantil de Cádiz una serie de artículos defendiendo el teatro del Siglo de Oro, y en Cataluña, a través del diario El Europeo, siguiendo el modelo de Böhl y defendiendo un Romanticismo moderado y tradicionalista. Uno de los principales introductores del prerromanticismo fue Manuel José Quintana.

##### Poesía
En la poesía, los poetas plasman con euforia y pasión todo cuanto sienten. Los principales temas son el amor pasional, las reivindicaciones sociales, el Yo del poeta y la naturaleza, ambientada en lugares oscuros y misteriosos.
El representante más destacado de la poesía del Romanticismo es José de Espronceda (1808-1842), aunque también cabe destacar a otros poetas como Carolina Coronado (1823-1911), Juan Arolas (1805-1873), el gallego Nicomedes Pastor Díaz (1811-1863), Gertrudis Gómez de Avellaneda (1814-1873) y Pablo Piferrer (1818-1848).
Canción del pirata es un poema escrito por José de Espronceda y publicado por primera vez en la revista El Artista en 1835.
El autor está tomando el sentido del poema con un claro tema de denuncia social y da énfasis a la libertad, la característica del romanticismo en este poema son que el poeta se rebela contra todo lo que se opone a su yo personal y a todas las limitaciones políticas, es simbólico porque no habla directamente del autor sino hace un paralelismo con un pirata. Defiende la libertad que constituye la base del pensamiento romántico. Todo el poema está relacionado con el mar que es el paisaje amplio y representa la libertad.

##### Teatro

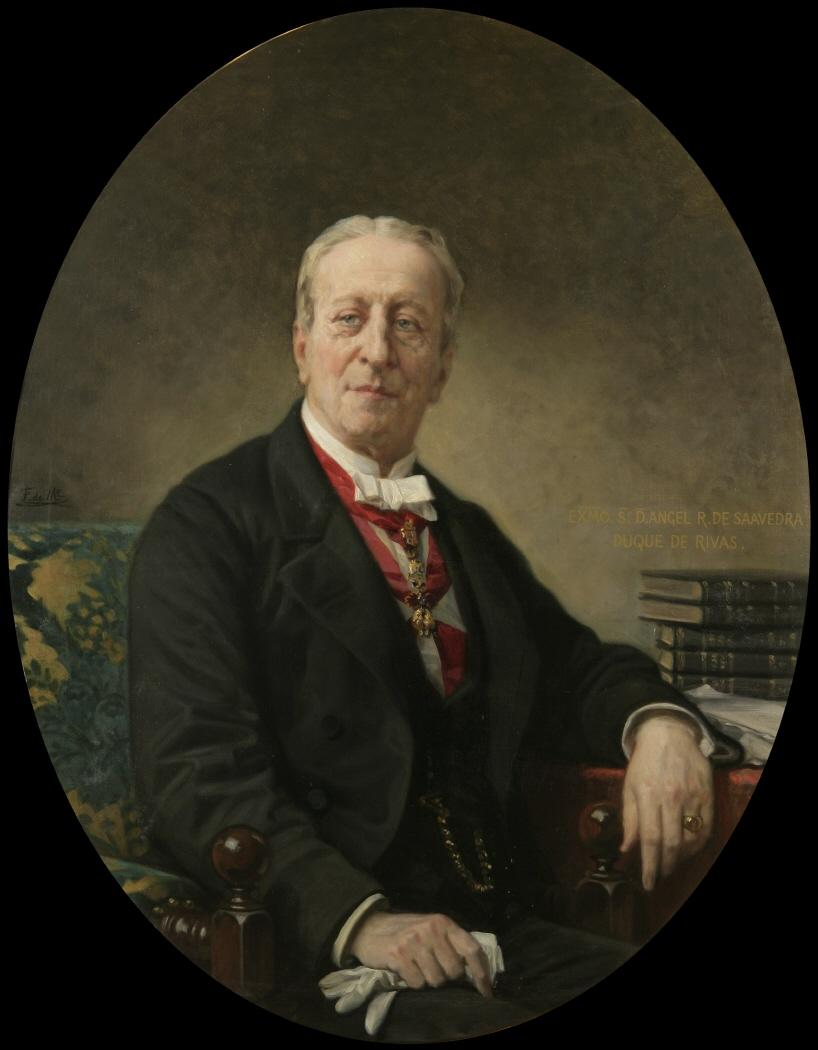
Ángel de Saavedra, duque de Rivas.

El teatro neoclásico no logró calar en los gustos de los españoles. A comienzos del siglo XIX aún se aplaudían las obras del Siglo de Oro. Estas obras eran despreciadas por los neoclásicos por no sujetarse a la regla de las tres unidades (acción, lugar y tiempo) y mezclar lo cómico con lo dramático. Sin embargo aquellas obras atraían fuera de España, precisamente por no sujetarse al ideal que defendían los neoclásicos.
El Romanticismo triunfa en el teatro español con La conjuración de Venecia, de Francisco Martínez de la Rosa; El Trovador, de Antonio García Gutiérrez; Ali-Bek. Tragedia original en cinco actos de María Rosa de Gálvez; Los amantes de Teruel, de Juan Eugenio Hartzenbusch; pero el año clave es 1835, cuando se estrena Don Álvaro o la fuerza del sino, del Duque de Rivas (1791–1865). Cabe mencionar también la importante obra Don Juan Tenorio (1844) de José Zorrilla y Muérete y verás de Bretón de los Herreros. Lo más cultivado es el drama. Todas las obras contienen elementos líricos, dramáticos y novelescos.  La libertad domina en el teatro en todos los aspectos.

##### Romanticismo tardío
Ya en la segunda mitad del siglo XIX, los gustos por lo histórico y lo legendario pasaron a un segundo plano, y la poesía se tornó sentimental e intimista. Los poetas están influenciados por la poesía alemana, en especial la de Heinrich Heine.
La poesía, al contrario de la novela y el teatro, continúa siendo romántica (la novela y el teatro seguirá la tendencia realista). Centra su atención a lo emotivo que puede poseer el poema. Se reduce la retórica y se aumenta el lirismo, con el amor y la pasión por el mundo por lo bello como temas principales. Se buscan nuevas formas métricas y nuevos ritmos. La homogeneidad de la que gozaba el Romanticismo se transforma en pluralidad en las ideas poéticas.
Los poetas más representativos de este período son Gustavo Adolfo Bécquer, Augusto Ferrán y Rosalía de Castro, aunque ya no triunfan en aquella sociedad de la Restauración, utilitaria y poco idealista. Se admiró más a los escritores que trataban temas de la sociedad contemporánea, como Ramón de Campoamor y Gaspar Núñez de Arce, pese a que hoy en día no tengan demasiada relevancia crítica.

#### El Realismo
En España el Realismo caló con suma facilidad, ya que existía un precedente en las novelas picarescas y en El Quijote. Alcanzó su máximo esplendor en la segunda mitad del siglo XIX (Juan Valera, Pereda y Galdós), aunque sin llegar al punto de rigurosidad de los cánones establecidos por la escuela de Balzac.
- En Galdós, y posteriormente en Clarín, Pardo Bazán y Blasco Ibáñez, existen claras influencias naturalistas, pero sin los fundamentos científicos y experimentales que Zola quiso imprimir en sus obras. Únicamente comparten el espíritu de lucha contra la ideología conservadora y, en muchas ocasiones, su comportamiento subversivo.
- La novela realista refleja generalmente ambientes regionales, como Pereda en Cantabria, Juan Valera en Andalucía, Clarín en Asturias, etc. Benito Pérez Galdós es una excepción, pues prefiere ambientarse en el espacio urbano madrileño.

También hay que destacar el auge del folletín, con autores como Manuel Fernández y González.

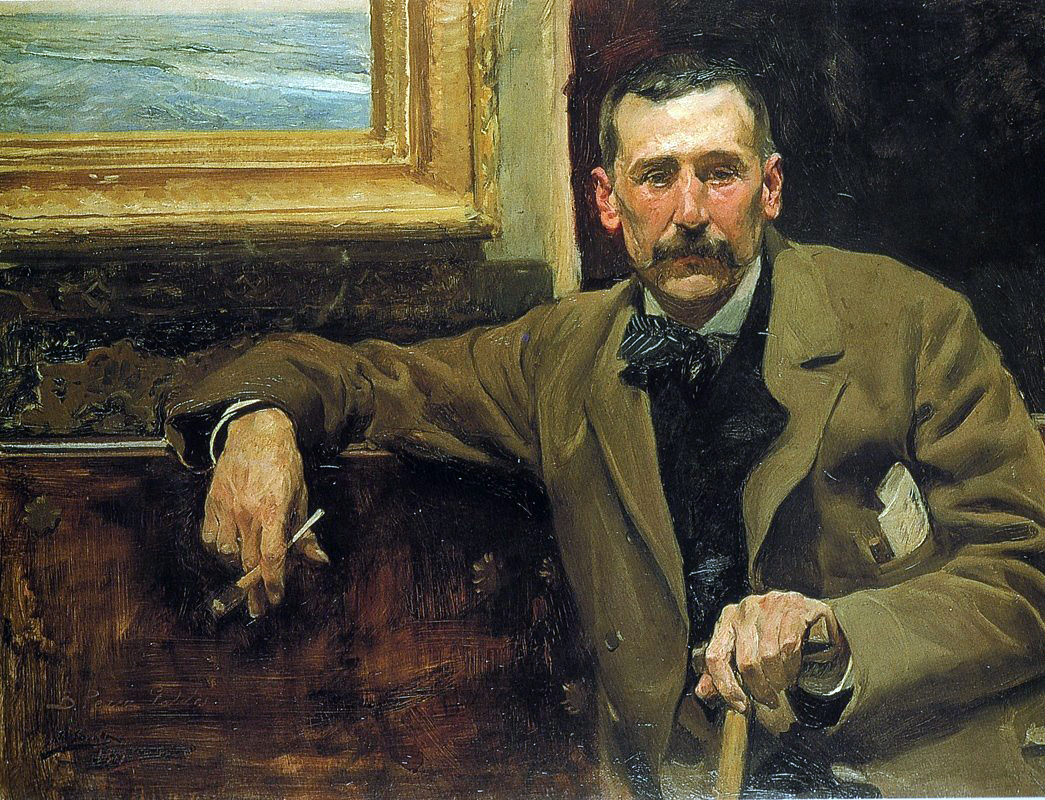
Benito Pérez Galdós.

El naturalismo en España, al igual que en Francia, también tuvo sus detractores y se crearon grandes polémicas. Entre los opositores es encuentran Pedro Antonio de Alarcón y José María de Pereda, los cuales llegaron a calificarlo de «inmoral». Sus defensores más encarnizados fueron Benito Pérez Galdós y Emilia Pardo Bazán. La controversia más dura tuvo lugar a partir de 1883, a raíz de la publicación de La cuestión palpitante de Pardo Bazán.

##### Generación del 68
Esta generación está formada por una serie de escritores considerada nueva clase nacional. El período de máxima coincidencia como generación tuvo lugar en la década de los ochenta. Dicha generación la integran: Pedro Antonio de Alarcón, José María de Pereda, Benito Pérez Galdós, Juan Valera, Leopoldo Alas Clarín, Emilia Pardo Bazán y Armando Palacio Valdés.
Las características que definen a este grupo son una conciencia de clase y optimismo (que más tarde tornará al pesimismo, por la revolución de 1868). A nivel individual cada uno presenta un estilo propio. De todos los autores de este grupo, Alarcón es el único que presenta algunos rasgos heredados del romanticismo, sobre todo el costumbrismo más romántico. Esta influencia se aprecia claramente en Cuentos amatorios (1881), Historias nacionales (1881) y Narraciones inverosímiles (1881).

##### Poesía
Cierto es que hacia la segunda mitad del siglo XIX la novela evolucionó rápidamente hacia el Realismo, pero esto no ocurrió con la lírica y en el teatro, cuya transformación fue menos violenta y aún continuaron impregnados de romanticismo hasta final de siglo.
Este romanticismo postrero es más aparente que real; en ocasiones carece de fondo y sin la exaltación lírica a la que se entregaba el romanticista de pro. Esto es debido a la sociedad, pues era el momento de la burguesía que consolidaría la Restauración de 1875. Dicha sociedad, que estaba sentando las bases del capitalismo y dando los primeros pasos de industrialización del país, no dejó cabida para las personas que admiraban el arte de forma desinteresada.
Los escritores más representativos son Gaspar Núñez de Arce y Ramón de Campoamor, en ocasiones adscritos al Romanticismo como opositores al movimiento, pues en este romanticismo tardío aún quedaban pequeños vestigios con Gustavo Adolfo Bécquer y Rosalía de Castro.

##### Teatro
El teatro realista español describe un arco desde las posturas más conservadoras y acríticas a las más progresistas y ácidas: desde la alta comedia de Adelardo López de Ayala y Ventura de la Vega, al teatro éticamente inquieto de Benito Pérez Galdós y la acerada crítica de Enrique Gaspar y Rimbau, dramaturgo de minorías. Junto a estos autores, se reanudó el interés por el costumbrismo que reflejó el público burgués más conservador a través de géneros como la zarzuela o género chico, el sainete o el teatro por horas. Se trataba de un teatro fundamentalmente de evasión, que procuraba no plantear problemas de conciencia al burgués. Junto a ello, se intentaba revitalizar los antiguos valores conservadores de la honra con las iniciativas para hacer revivir el drama histórico romántico por parte de Manuel Tamayo y Baus o por parte del neorromanticismo del matemático José Echegaray.

### Modernismo
- Modernismo

### Generación del 98 y elsigloXX
- Generación del 98
- Generación de 1914
- Generación del 27
- Generación del 36
- Generación del 50
- Novela española de posguerra

## Premios Nobel
| año  | escritor           |
| ---- | ------------------ |
| 1904 | José Echegaray     |
| 1922 | Jacinto Benavente  |
| 1956 | Juan Ramón Jiménez |
| 1977 | Vicente Aleixandre |
| 1989 | Camilo José Cela   |